# Grabels
Grabels település Franciaországban, Hérault megyében. Lakosainak száma 9060 fő (2022. január 1.). Grabels Combaillaux, Juvignac, Montarnaud, Montpellier, Saint-Clément-de-Rivière, Saint-Gély-du-Fesc, Saint-Georges-d’Orques és Vailhauquès községekkel határos.

## Népesség
A település népességének változása:
| Lakosok száma | 1020 | 2527 | 3130 | 5906 | 7255 | 7939 | 8430 | 8798 | 8885 | 9060 |
|               | 1968 | 1982 | 1990 | 2006 | 2013 | 2015 | 2017 | 2019 | 2020 | 2022 |